# 결혼 교실
결혼 교실은 1970년 공개된 대한민국의 영화이다.

## 배역
- 신성일
- 문희
- 윤정희
- 남정임